# Chó săn hải cẩu Seskar
Chó săn hải cẩu Seskar (tiếng Anh:Seskar Seal Dog; Seiskarinhyljekoira) là một giống chó tuyệt chủng có nguồn gốc từ Phần Lan và gần đây, giống chó này đã được phục hồi. Những con chó hiện đại thực tế không phải là hậu duệ trực tiếp của giống gốc. Hơn nữa, chúng không được sử dụng cho mục đích tương tự như giống gốc. Giống gốc được gọi là Chó săn hải cẩu Seskar và phiên bản hiện đại là Chó Seskar (hoặc Chó Seiskari). Khoảng 200 cá thể ở Phần Lan đại diện cho giống hiện đại.

## Ngoại hình
Theo kiến thức truyền thống, giống Chó săn hải cẩu Seskar là giống con chó có kích thước trung bình, lông ngắn với cấu trúc thân hình tương đối nhẹ. Đầu của nó có dạng hình nêm và mõm tương đối dài và hẹp. Đôi tai được đặt về phía trước và có thể được dựng lên hoặc hơi gập lại. Đuôi cong nằm trên lưng. Bộ lông ngắn, sáng bóng và chống nước có màu đen, nâu hoặc trắng với các vạch đen hoặc nâu. Con đực có chiều cao khoảng 47 đến 53 cm (19 đến 21 in) và con cái cao 44 đến 50 cm (17 đến 20 in); cả hai giới tính đực và cái có trọng lượng dao động trong khoảng từ 14 đến 20 kg (31 đến 44 lb).
Tiêu chuẩn giống dựa trên thông tin này; do đó, những phẩm chất tương tự cũng điều chỉnh lại theo loại chó hiện đại.